# Riudecols
Riudecols ist eine Gemeinde im Süden Kataloniens mit 1.232 Einwohnern (Stand: 2024) und liegt in der Provinz Tarragona und der Comarca Baix Camp. Neben dem Hauptort Riudecols besteht die Gemeinde aus den Ortschaften Las Irles und Les Voltes. 

## Lage
Riudecols liegt etwa 21 Kilometer westnordwestlich vom Stadtzentrum von Tarragona in einer Höhe von ca. 300 m.

## Bevölkerungsentwicklung
| Jahr      | 1970 | 1981 | 1991 | 2001 | 2011 | 2021 |
| Einwohner | 1023 | 923  | 940  | 993  | 1294 | 1225 |

## Sehenswürdigkeiten
- Peterskirche in Riudecols von 1783
- Antoniuskirche in Las Irlas
- Kirche der Unbefleckten Empfängnis in Les Voltes

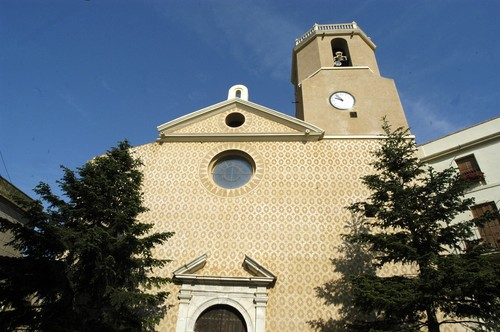
Peterskirche
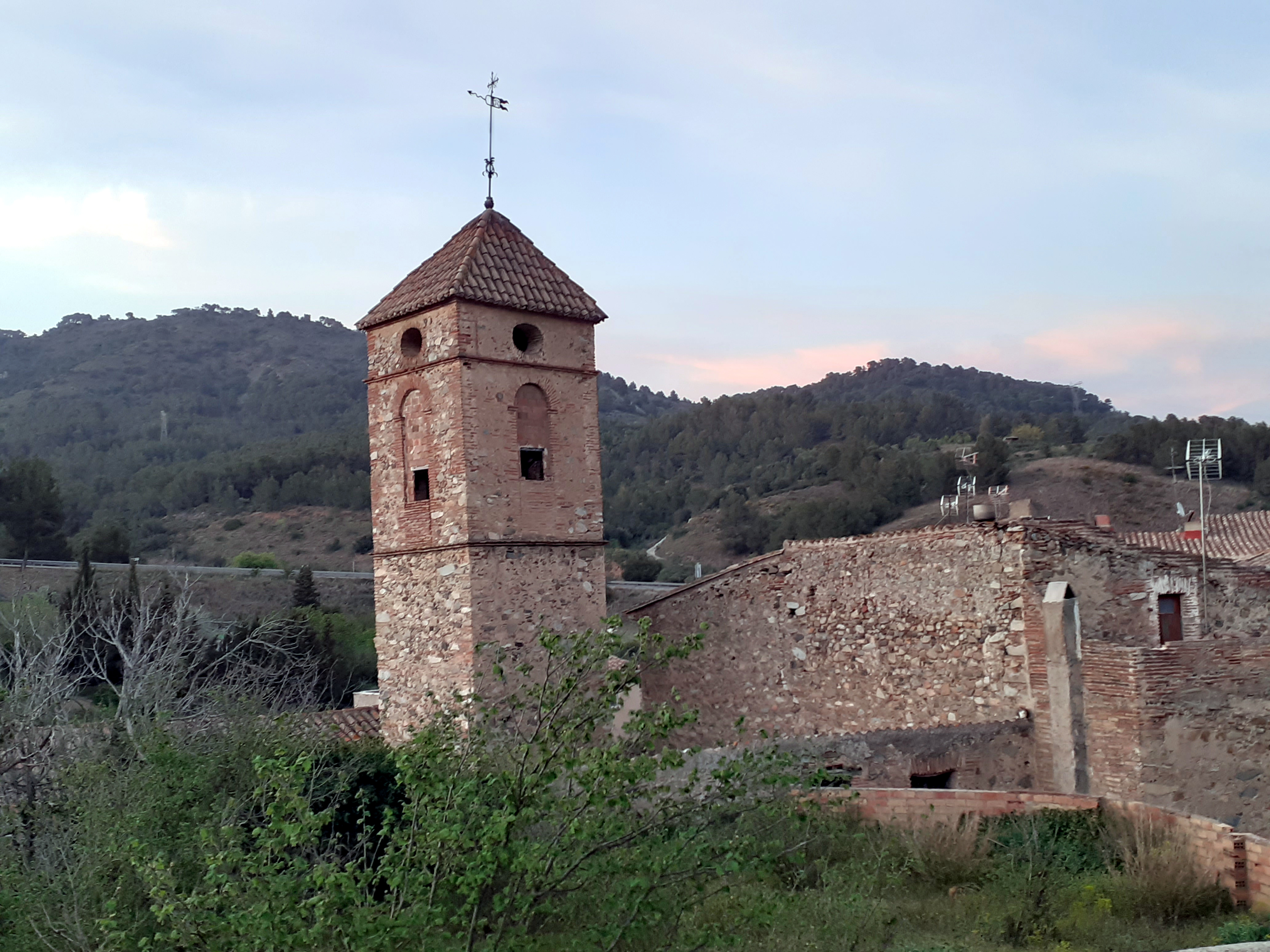
Antoniuskirche
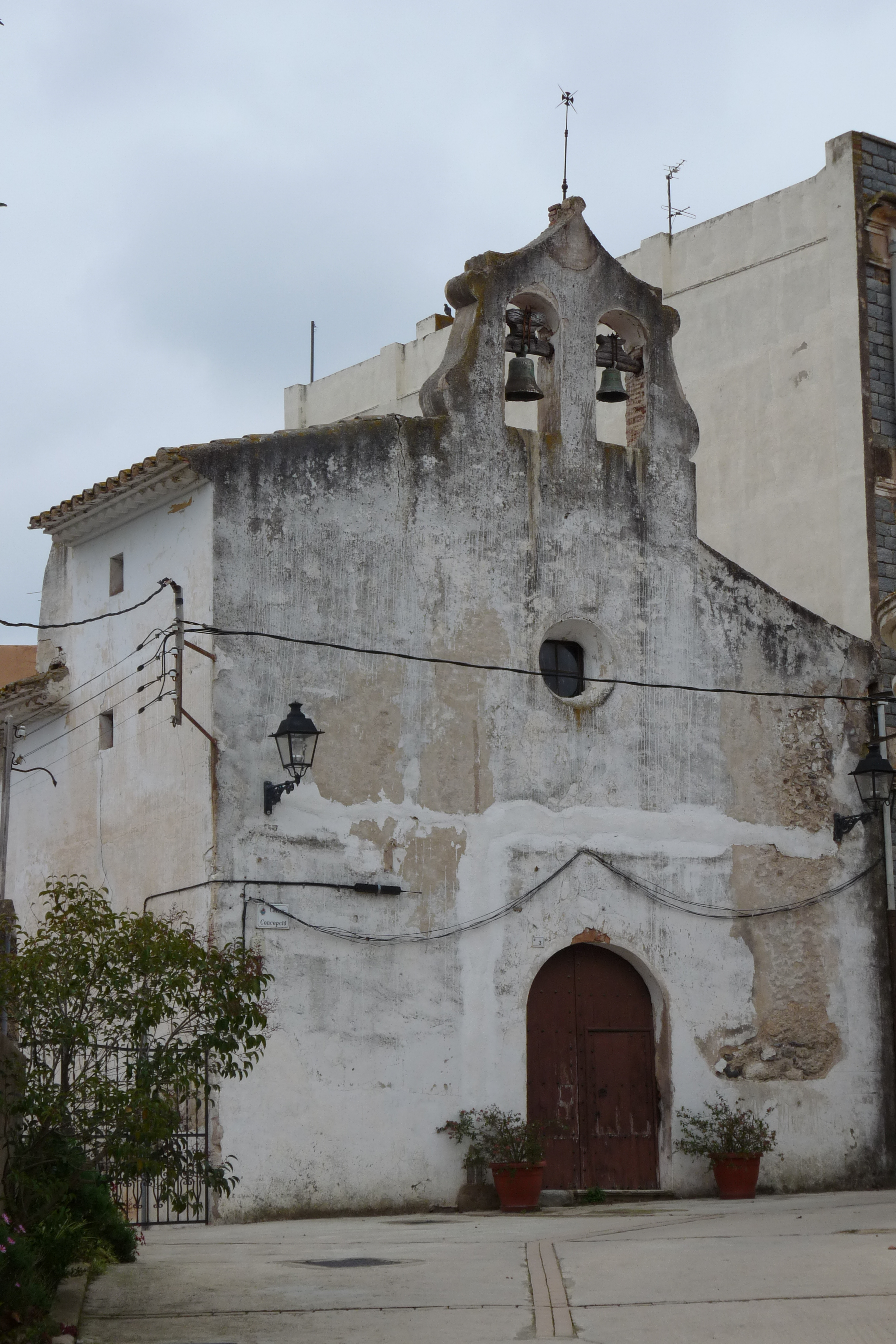
Kirche der Unbefleckten Empfängnis